# Cas-gwent
Cas-gwent (en anglès Chepstow) és una ciutat situada a Monmouthshire, Gal·les, al costat de la frontera amb Gloucestershire, Anglaterra. Es troba a la ribera occidental del riu Wye, prop de la seva confluència amb el riu Severn, i també del pont Severn, que passa per l'autopista M48. Es troba a 14 milles (23 quilòmetres) a l'est de Newport i a 110 milles (180 quilòmetres) a l'oest de Londres. El 2011 la població era de 6.047 habitants, dels quals 1.910 (31,6%) parlaven gal·lès I %52 havien nascut a Gal·les.
Cas-gwent és conegut pel seu castell, que és el més antic que es conserva al Regne Unit construït amb pedra, i pel seu hipòdrom, que és la seu del Gran Nacional de Gal·les.